# Cách mạng Dân tộc Indonesia
Cách mạng Dân tộc Indonesia hoặc Chiến tranh Độc lập Indonesia là một xung đột vũ trang và đấu tranh ngoại giao giữa Indonesia và Đế quốc Hà Lan, và một cách mạng xã hội nội bộ. Cách mạng được cho là bắt đầu từ Tuyên ngôn độc lập Indonesia năm 1945 và kéo dài cho đến khi Hà Lan công nhận độc lập của Indonesia vào cuối năm 1949.
Đấu tranh kéo dài trên bốn năm và kéo theo các xung đột vũ trang rải rác song đổ máu, những biến động chính trị và công cộng bên trong Indonesia, và hai can thiệp ngoại giao quốc tế lớn. Mặc dù lực lượng Hà Lan có thể kiểm soát các thành thị tại khu trung tâm của lực lượng cộng hòa trên các đảo Java và Sumatra, song họ không thể kiểm soát các làng quê. Do đó, nước Cộng hòa Indonesia cuối cùng chiếm ưu thế trong ngoại giao quốc tế và xung đột vũ trang tại Java và các đảo khác.
Cách mạng lật đổ chính quyền thực dân Đông Ấn Hà Lan. Nó cũng biến đổi đáng kể các đẳng cấp chủng tộc, cũng như làm giảm quyền lực của nhiều quân chủ địa phương. Cách mạng không tạo ra cải thiện đáng kể về đời sống kinh tế hoặc chính trị của đa số dân cư.

## Bối cảnh
Chủ nghĩa dân tộc Indonesia và những phong trào ủng hộ độc lập từ thực dân Hà Lan, như Budi Utomo, Đảng Dân tộc Indonesia (PNI), Sarekat Islam, và Đảng Cộng sản Indonesia (PKI), phát triển nhanh trong nửa đầu thế kỷ 20. Budi Utomo, Sarekat Islam và các tổ chức khác theo đuổi các chiến lược hợp tác bằng việc gia nhập Volksraad ("Hội đồng nhân dân") do Hà Lan đề xướng nhằm hy vọng Indonesia có thể giành được quyền tự trị. Những tổ chức khác lựa chọn chiến lược bất hợp tác, yêu cầu quyền tự do về tự trị khỏi thuộc địa Đông Ấn Hà Lan.
Trong Chiến tranh thế giới thứ hai, Nhật Bản chiếm đóng Indonesia trong ba năm rưỡi và đây là một yếu tố quyết định trong cuộc cách mạng sau đó. Người Hà Lan thiếu năng lực bảo vệ thuộc địa của mình trước Quân đội Nhật Bản, và Nhật Bản chiếm được Đông Ấn Hà Lan chỉ trong ba tháng. Tại Java, và ở mức độ thấp hơn là tại Sumatra, người Nhật truyền bá và khuyến khích tình cảm dân tộc chủ nghĩa. Mặc dù hành động này giúp ích về chính trị cho Nhật Bản hơn là ủng hộ vô tư cho độc lập của Indonesia, song nó giúp thiết lập các tổ chức mới của người Indonesia và cổ vũ các lãnh đạo chính trị như Sukarno. Người Nhật cũng phá hủy và thay thế cơ sở kinh tế, hành chính, và chính trị do người Hà Lan thiết lập.
Đến khi Nhật Bản có nguy cơ thất bại trong chiến tranh, Hà Lan tìm cách tái thiết lập quyền uy của họ tại Indonesia và yêu cầu Quân đội Nhật Bản "duy trì pháp luật và trật tự" tại Indonesia. Ngày 7 tháng 9 năm 1944, khi tình hình chiến sự bất lợi cho Nhật Bản, Thủ tướng Koiso Kuniaki hứa hẹn về độc lập cho Indonesia, song không định thời gian cụ thể. Với những người ủng hộ Sukarno, lời tuyên bố này được nhìn nhận là chứng minh cho sự cộng tác của ông với người Nhật.

## Diễn biến

### Tuyên bố độc lập
Dưới áp lực từ các tổ chức cấp tiến và pemuda ('thanh niên') chính trị hóa, Sukarno và Mohammad Hatta tuyên bố Indonesia độc lập vào ngày 17 tháng 8 năm 1945, hai ngày sau khi Thiên hoàng Nhật Bản đầu hàng Đồng Minh. Ngày tiếp theo, Ủy ban Quốc gia Trung ương Indonesia (KNIP) bầu Sukarno làm tổng thống, và bầu Mohammad Hatta làm phó tổng thống.
Tin tức về tuyên ngôn độc lập sau đó được truyền bá đến các đảo khác, và nhiều người Indonesia ở xa Jakarta không tin vào điều này. Do tin tức được truyền đi, hầu hết người Indonesia nhận là ủng hộ chế độ Cộng hòa, và tình cảm cách mạng trải khắp toàn quốc. Thế lực bên ngoài nay đã thay đổi; mất nhiều tuần trước khi lực lượng Đồng Minh tiến vào Indonesia, còn Hà Lan quá yếu do đại chiến. Nhật Bản bị yêu cầu hạ vũ khí và duy trì trật tự; mâu thuẫn này được giải quyết phần nào bằng cách trao vũ khí cho những người Indonesia được Nhật đào tạo.
Kết quả là khoảng trống quyền lực trong những tuần sau khi Nhật Bản đầu hàng, tạo ra một tình hình bất ổn, song cũng là một cơ hội cho những người Cộng hòa. Nhiều pemuda gia nhập các tổ chức đấu tranh thân Cộng hòa (badan perjuangan). Những người có kỉ luật nhất là những quân nhân từ những tổ chức Giyugun và Heiho do Nhật Bản thành lập song đã bãi bỏ. Nhiều tổ chức vô kỷ luật, nguyên nhân là hoàn cảnh hình thành của họ và điều mà họ hiểu là tinh thần cách mạng. Trong những tuần đầu, binh sĩ Nhật Bản thường triệt thoái từ các khu vực đô thị để tránh đối đầu.
Trong tháng 9 năm 1945, pemuda Cộng hòa đoạt quyền kiểm soát những cơ sở hạ tầng chính, kể cả các ga đường sắt và đường xe điện trong những thành thị lớn nhất của Java, họ ít gặp kháng cự từ người Nhật. Nhằm truyền bá thông điệp cách mạng, pemuda thiết lập những đài phát thanh và báo riêng, vẽ lên tường nhằm tuyên truyền tình cảm dân tộc chủ nghĩa. Trên hầu hết các đảo, những ủy ban đấu tranh và dân quân được thiết lập. Báo chí của phe Cộng hòa trở nên phổ biến tại Jakarta, Yogyakarta, và Surakarta, bồi dưỡng một thế hệ tác giả được gọi là angkatan 45 ('thế hệ 45'), nhiều người trong số này tin rằng công việc của họ có thể là bộ phận của cách mạng.
Các lãnh đạo Cộng hòa cố gắng nhằm giải hỏa với tình cảm quần chúng; một số muốn đấu tranh vũ trang quyết liệt; số khác muốn một tiếp cận lý trí hơn. Một số lãnh đạo như nhân vật cánh tả Tan Malaka truyền bá ý tưởng rằng đây là một đấu tranh cách mạng sẽ được pemuda Indonesia lãnh đạo và giành thắng lợi. Sukarno và Mohammad Hatta thì quan tâm nhiều hơn đến việc hoạch định một chính phủ và các thể chế nhằm giành độc lập thông qua cách thức ngoại giao. Các cuộc tuần hành ủng hộ cách mạng diễn ra tại các thành phố lớn, trong đó có một cuộc tuần hành do Tan Malaka lãnh đạo tại Jakarta với trên 200.000 người, song Sukarno và Hatta đã chế ngự thành công do lo ngại bạo lực.
Tháng 9 năm 1945, nhiều pemuda tự xưng trở nên thiếu kiên nhẫn. Hiện tượng phổ biến là nhóm dân tộc bị xem là ngoại lai như tù binh Hà Lan, người Âu-Á, người Ambon và Hoa và những người bị xem là điệp viên phải chịu sự đe dọa, bắt cóc, trộm cướp, và đôi khi là sát hại, thậm chí là tàn sát có tổ chức. Những hành động như vậy vẫn tiếp tục ở một mức độ nhất định trong quá trình cách mạng. Khi mức độ bạo lực gia tăng trên toàn quốc, chính phủ Cộng hòa do Sukarno và Hatta lãnh đạo tại Jakarta kêu gọi bình tĩnh. Tuy nhiên, pemuda vốn ủng hộ đấu tranh vũ trang cho rằng tập thể lãnh đạo cũ là dao động và phản bội cách mạng, thường dẫn đến xung đột giữa những người Indonesia.
Vấn đề lòng trung thành ngay lập tức nổi lên trong số những quân chủ bản địa, chẳng hạn như những quân vương tại Trung Java lập tức tuyên bố bản thân trung thành với Cộng hòa, trong khi nhiều raja ở các đảo xa thì ít nhiệt tình hơn. Sự miễn cường của nhiều đảo xa càng sâu sắc thêm do tính chất cấp tiến, phi quy tộc, và đôi khi là Hồi giáo của tập thể lãnh đạo cộng hòa tập trung tại Java. Tuy nhiên, Cộng hòa nhận được sự ủng hộ từ Nam Sulawesi (bao gồm quốc vương của Bone, nước vẫn chống Hà Lan từ đầu thế kỷ), và từ raja Makassar và Bugis do họ ủng hộ Thống đốc Jakarta của Cộng hòa- một người Menado theo Cơ Đốc giáo. Nhiều raja Bali chấp thuận quyền uy của Cộng hòa.
Lo sợ người Hà Lan sẽ cố gắng tái lập quyền lực của họ tại Indonesia, chính phủ Cộng hòa mới và các lãnh đạo của nó nhanh chóng củng cố chính quyền non trẻ. Bên trong Indonesia, chính phủ mới dù nhiệt tình song mong manh và tập trung tại Java. Chính phủ hiếm khi và lỏng lẻo trong việc tiếp xúc với các đảo xa, vốn có nhiều binh sĩ Nhật Bản hơn, ít chỉ huy Nhật đồng cảm hơn, và ít các lãnh đạo và nhà hoạt động Cộng hòa. Trong tháng 11 năm 1945, một chính phủ nghị viện được thiết lập và Sjahrir được bổ nhiệm làm thủ tướng.

### Đồng Minh chống cách mạng
Người Hà Lan cáo buộc Sukarno và Hatta cộng tác với người Nhật, và tố cáo nước Cộng hòa là một sản phẩm của phát xít Nhật. Chính phủ Đông Ấn Hà Lan chỉ nhận được 10 triệu đô la tiền vay từ Hoa Kỳ để cấp cho việc trở lại Indonesia.
Tuy nhiên, Hà Lan vốn đã suy yếu trầm trọng do thế chiến và không thể phục hồi thành một lực lượng quân sự đáng kể cho đến đầu năm 1946. Nhật Bản và các thành viên của Đồng Minh miễn cưỡng chấp thuận hành động trong vai trò quản lý. Do lực lượng Hoa Kỳ tập trung tại các đảo gốc của Nhật Bản, Indonesia được đặt dưới quyền hạn của Đô đốc người Anh Louis Mountbatten, Tư lệnh tối cao Đồng Minh của Bộ Tư lệnh Đông Nam Á. Đồng Minh đã kiểm soát một số khu vực tách rời tại Kalimantan, Morotai (Maluku) và các bộ phận của Irian Jaya; quản trị viên người Hà Lan đã trở lại những khu vực này. Trong các khu vực mà Hải quân Nhật Bản hoạt động, việc quân Đồng Minh đến nhanh chóng đã ngăn ngừa các hoạt động cách mạng; tại đây các binh sĩ Úc, tiếp đến là các binh sĩ và quản trị viên Hà Lan, tiếp nhận đầu hàng của Nhật Bản (ngoại trừ tại Bali và Lombok). Do không có kháng cự mạnh, hai sư đoàn Lục quân Úc tiếp tục chiếm đóng miền đông Indonesia.
Anh Quốc chịu trách nhiệm khôi phục trật tự và chính phủ dân sự tại Java. Người Hà Lan cho rằng điều này có nghĩa là chính phủ thực dân tiền chiến và tuyên bố chủ quyền đối với Indonesia. Tuy nhiên, binh sĩ Thịnh vượng chung Anh không đổ bộ lên Java để tiếp nhận sự đầu hàng của Nhật Bản cho đến cuối tháng 9 năm 1945. Những nhiệm vụ tức thì của Louis Mountbatten gồm có hồi hương khoảng 300.000 người Nhật, và phóng thích các tù nhân chiến tranh. Ông không muốn, và cũng không đủ lực, để đưa các binh sĩ của mình vào một cuộc đấu tranh lâu dài nhằm tái chiếm Indonesia cho người Hà Lan. Các binh sĩ Anh đầu tiên tiến đến Jakarta vào cuối tháng 9 năm 1945, và đến các thành phố Medan, Padang, Palembang, Semarang và Surabaya vào tháng 10. Trong một nỗ lực nhằm tránh xung đột với người Indonesia, Trung tướng Anh Quốc Philip Christison cho chuyển các binh sĩ của quân đội thực dân Hà Lan cũ đến miền đông Indonesia, nơi mà Hà Lan tái chiếm thuận lợi. Căng thẳng leo thang khi binh sĩ Đồng Minh tiến vào Java và Sumatra; xung đột nổ ra giữa những người Cộng hòa và những địch thủ mà họ nhận thức, cụ thể là tù nhân Hà Lan, binh sĩ thực dân Hà Lan, người Hoa, người lai Âu-Á, và người Nhật.
Giai đoạn đầu của chiến tranh bắt đầu vào tháng 10 năm 1945, khi mà theo các điều khoản đầu hàng, người Nhật cố gắng tái thiết lập quyền lực mà họ đã từ bỏ đối với người Indonesia tại các thành thị. Quân cảnh Nhật Bản sát hại pemuda Cộng hòa tại Pekalongan vào ngày 3 tháng 10, và quân Nhật đẩy pemuda Cộng hòa ra khỏi Bandung và chuyển giao thành phố cho người Anh, song cuộc chiến đấu ác liệt nhất có sự tham dự của người Nhật là tại Semarang. Ngày 14 tháng 10, quân Anh bắt đầu chiếm thành phố. Quân Cộng hòa đang triệt thoái trả đũa bằng việc sát hại từ 130-300 tù nhân người Nhật mà họ giữ. 500 người Nhật và 2.000 người Indonesia thiệt mạng và người Nhật hầu như đã chiếm được thành phố sáu ngày sau khi quân Anh đến. Đồng Minh hồi hương những binh sĩ và thường dân Nhật Bản còn lại về Nhật Bản, song có khoảng 1.000 người lựa chọn ở lại và sau đó giúp đỡ lực lượng Cộng hòa trong cuộc đấu tranh vì độc lập.
Người Anh sau đó quyết định sơ tán 10.000 tù nhân lai Âu-Á và gốc Âu tại vùng nội lục Trung Java biến động. Các phân đội Anh được phái đến các thị trấn Ambarawa và Magelang đã gặp phải sự kháng cự mạnh mẽ của lực lượng Cộng hòa và sử dụng không kích để chống lại quân Indonesia. Sukarno dàn xếp một lệnh ngừng bắn vào ngày 2 tháng 11, song đến cuối tháng 11 thì giao tranh lại bắt đầu và người Anh triệt thoái đến vùng duyên hải. Các cuộc tiến công của lực lượng Cộng hòa chống lại Đồng Minh và những thường dân bị gán là thân Hà Lan đạt đến một đỉnh cao vào tháng 11 và tháng 12, với 1.200 người bị sát hại tại Bandung khi pemuda quay lại tiến công. Trong tháng 3 năm 1946, phe Cộng hòa phản ứng trước một tối hậu thư của Anh để họ rời khỏi Bandung bằng cách phóng hỏa phần lớn nửa phía nam của thành phố, sự kiện nổi tiếng tại Indonedia với tên gọi "Biển lửa Bandung". Binh sĩ Anh Quốc cuối cùng rời khỏi Indonesia trong tháng 11 năm 1946, song lúc này 55.000 quân Hà Lan đã đổ bộ lên Java.
Với sự trợ giúp của Anh, người Hà Lan cho quân đổ bộ lên Jakarta và các trung tâm trọng yếu khác. Các nguồn của lực lượng Cộng hòa nói rằng họ mất 8.000 người cho đến tháng 1 năm 1946 khi phòng thủ Jakarta, song không thể giữ được thành phố. Tập thể lãnh đạo của lực lượng Cộng hòa do dó thiết lập căn cứ tại thành phố Yogyakarta với sự ủng hộ cốt yếu của tân vương Hamengkubuwono IX. Yogyakarta đóng một vai trò lãnh đạo trong cách mạng, nhờ vậy mà thành phố được trao tình trạng Lãnh thổ đặc biệt.
Trên đảo Java và Sumatra, người Hà Lan có những thành công quân sự tại các thành phố và thị trấn lớn, song không thể khuất phục vùng thôn quê. Tại các đảo xa (kể cả Bali), tình cảm Cộng hòa không mạnh, ít nhất là trong tầng lớp tinh hoa. Sau đó, họ bị người Hà Lan chiếm đóng một cách tương đối dễ dàng, và các nhà nước tự trị được người Hà Lan thiết lập, lớn nhất trong số đó là Nhà nước Đông Indonesia với thủ đô tại Makassar.

### Tấn công ngoại giao và quân sự
Hiệp định Linggadjati do người Anh làm trung gian và được ký kết vào tháng 11 năm 1946, theo đó Hà Lan công nhận nước Cộng hòa là thế lực nắm quyền trên thực tế tại Java, Madura, và Sumatra. Hai bên chấp thuận thành lập Hợp chúng quốc Indonesia vào ngày 1 tháng 1 năm 1949, một nhà nước liên bang bán tự trị với quân chủ Hà Lan là nguyên thủ quốc gia. Java và Sumatra do lực lượng Cộng hòa kiểm soát là một trong các bang, cùng với các khu vực khác đại thể nằm dưới ảnh hưởng mạnh hơn của Hà Lan, bao gồm Nam Borneo, Sulawesi, Maluku, quần đảo Sunda Nhỏ, và Tây New Guinea. Ủy ban Quốc gia Trung ương Indonesia (KNIP) không phê chuẩn thỏa thuận cho đến tháng 2 năm 1947, cả Cộng hòa và Hà Lan đều không thỏa mãn với thỏa thuận. Ngày 25 tháng 3 năm 1947, Hạ nghị viện Hà Lan phê chuẩn một phiên bản rút gọn của hiệp định, điều này không được Cộng hòa Indonesia chấp thuận. Hai bên nhanh chóng cáo buộc nhau vi phạm thỏa thuận.
Vào nửa đêm ngày 20 tháng 7 năm 1947, người Hà Lan phát động một cuộc tấn công quân sự lớn mang tên Chiến dịch sản phẩm, với mục đích là chinh phục nước Cộng hòa. Người Hà Lan mô tả chiến dịch là politionele acties ("hành động cảnh sát") nhằm khôi phục pháp luật và trật tự. Điều này là nhiệm vụ của Quân đội Hoàng gia Đông Ấn Hà Lan, tuy nhiên, đương thời đa số binh sĩ Hà Lan tại Indonesia thuộc Quân đội Hoàng gia Hà Lan. Trong cuộc tấn công, lực lượng Hà Lan đẩy binh sĩ Cộng hòa ra khỏi nhiều nơi tại Sumatra, Đông và Tây Java. Lực lượng Cộng hòa bị hạn chế trong khu vực Yogyakarta tại Java. Để duy trì lực lượng tại Java, nay lên đến 100.000 binh sĩ, người Hà Lan giành quyền kiểm soát các đồn điền sinh lợi tại Sumatra, các cơ sở dầu và than, và kiểm soát toàn bộ các cảng nước sâu tại Java.
Phản ứng quốc tế đối với các hành động của Hà Lan là tiêu cực. Úc và Ấn Độ đặc biệt tích cực trong việc ủng hộ sự nghiệp của Cộng hòa Indonesia tại Liên Hợp Quốc, cũng như Liên Xô, và quan trọng nhất là Hoa Kỳ. Các tàu của Hà Lan tiếp tục bị công nhân Úc tẩy chay bốc xếp từ tháng 9 năm 1945. Hội đồng Bảo an Liên Hợp Quốc trực tiếp tham dự vào xung đột, thiết lập một ủy ban nhằm đảm bảo tiếp tục đàm phán, khiến vị thế ngoại giao của Hà Lan đặc biệt khó khăn. Một lệnh ngừng bắn theo kêu gọi của Liên Hợp Quốc được Hà Lan và Sukarno thu xếp vào ngày 4 tháng 8 năm 1947.

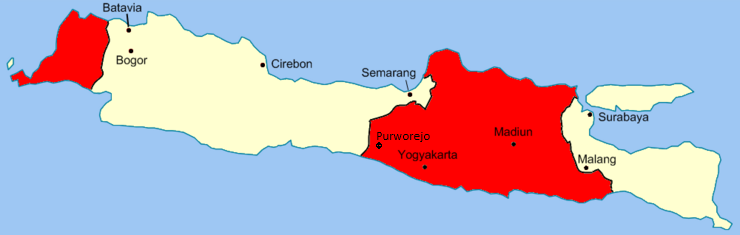
Đường Van Mook tại Java. Khu vực màu đỏ nằm dưới quyền kiểm soát của lực lượng Cộng hòa.

Hội đồng Bảo An Liên Hợp Quốc môi giới Hiệp định Renville nhằm khắc phục Hiệp định Linggarjati đã sụp đổ. Hiệp định được phê chuẩn vào tháng 1 năm 1948 và công nhận một lệnh ngừng bắn theo "đường Van Mook "- kết nối các điểm người Hà Lan tiến xa nhất. Tuy nhiên, nhiều vị trí của lực lượng Cộng hòa vẫn được giữ sau đường ranh giới. Hiệp định cũng yêu cầu tổ chức trưng cầu dân ý về tương lai chính trị tại các khu vực do Hà Lan nắm giữ. Lực lượng Cộng hòa giành được nhiều thiện ý của người Mỹ.
Nỗ lực ngoại giao giữa Hà Lan và Cộng hòa Indonesia tiếp tục trong suốt năm 1948 và 1949. Áp lực chính trị cả ở quốc nội và quốc tế đã cản trở nỗ lực của Hà Lan. Tương tự, các lãnh đạo Cộng hòa phải đối diện với khó khăn lớn trong việc thuyết phục nhân dân chấp thuận nhượng bộ về ngoại giao. Đến tháng 7 năm 1948, các cuộc đàm phán bị bế tắc và người Hà Lan đơn phương thúc đẩy khái niệm Indonesia liên bang của Van Mook. Liên bang Nam Sumatra và Đông Java mới được thiết lập, mặc dù không có cơ sở ủng hộ khả thi. Hà Lan thiết lập Hội đồng tư vấn liên bang, một cơ cấu gồm các lãnh đạo của liên bang, và được giao nhiệm vụ hình thành một Hợp chúng quốc Indonesia và một chính phủ lâm thời vào cuối năm 1948. Tuy nhiên, các kế hoạch của Hà Lan không có chỗ cho nước Cộng hòa trừ khi lực lượng này chấp thuận một vai trò nhỏ đã được xác định cho nó. Các kế hoạch sau bao gồm Java và Sumatra song loại bỏ mọi đề cập đến nước Cộng hòa.. Điểm vướng mắc chính trong đàm phán là cân bằng quyền lực giữa Cao ủy Hà Lan và lực lượng Cộng hòa.
Thiếu tin tưởng lẫn nhau giữa Hà Lan và Cộng hòa Indonesia cản trở các cuộc đàm phán. Lực lượng cộng hòa lo sợ một chiến dịch lớn thứ nhì của Hà Lan, trong khi Hà Lan phản đối hoạt động tiếp diễn của lực lượng Cộng hòa tại phần phía Hà Lan của đường Renville. Trong tháng 2 năm 1948, sư đoàn Siliwangi của Quân đội Cộng hòa do Nasution chỉ huy đã hành quân từ Tây Java đến Trung Java; hành động này nhằm mục đích giảm bớt căng thẳng nội bộ của lực lượng cộng hòa liên quan đến Sư đoàn tại khu vực Surakarta. Tuy nhiên họ xung đột với binh sĩ Hà Lan khi vượt qua núi Slamet, và người Hà Lan cho rằng hành động này nhằm trong một cuộc chuyển quân có hệ thống qua đường Renville. Lo sợ những cuộc xâm nhập như vậy thực sự thành công, cùng với sự phá hoại rõ ràng của lực lượng cộng hòa với nhà nước Pasundan do Hà Lan thành lập và các báo cáo tiêu cực, lãnh đạo Hà Lan ngày càng thấy mình để mất kiểm soát.
Nản chí đàm phán với lực lượng Cộng hòa và tin rằng thế lực này bị suy yếu do các cuộc nổi loạn của Darul Islam và Madiun, Hà Lan phát động một cuộc tấn công quân sự vào ngày 19 tháng 12 năm 1948 mang tên 'Chiến dịch Gà gáy'. Đến ngày hôm sau, quân Hà Lan chiếm được thành phố Yogyakarta, nơi giữ vai trò là thủ đô lâm thời của Cộng hòa Indonesia. Đến cuối tháng 12, toàn bộ các thành phố chính của lực lượng Cộng hòa trên đảo Java và Sumatra đều rơi vào tay người Hà Lan. Tổng thống, phó tổng thống và nhiều bộ trưởng của Cộng hòa Indonesia bị quân Hà Lan bắt giữ và lưu đày đến đảo Bangka ở ngoài khơi Sumatra. Trong các khu vực quanh Yogyakarta và Surakarta, quân Cộng hòa từ chối đầu hàng và tiếp tục một cuộc chiến du kích dưới sự lãnh đạo của Tham mưu trưởng Sudirman. Chính phủ khẩn cấp nước Cộng hòa Indonesia được thành lập tại Tây Sumatra.
Mặc dù quân Hà Lan chiếm được các thành thị tại khu vực trung tâm của Cộng hòa trên đảo Java và Sumatra, song họ không thể kiểm soát vùng thôn quê. Quân Cộng hòa và lực lượng du kích dưới sự lãnh đạo của Trung tá Suharto tiến công các vị trí của người Hà Lan tại Yogyakarta vào rạng sáng ngày 1 tháng 3 năm 1949. Người Hà Lan bị trục xuất khỏi thành phố trong sáu giờ song quân tiếp viện được đưa đến từ các thành phố Ambarawa và Semarang nằm gần đó vào buổi chiều. Những chiến sĩ Indonesia rút lui vào 12 giờ trưa và người Hà Lan lại tiến vào thành phố. Một cuộc tấn công tương tự chống quân Hà Lan tại Surakarta dưới quyền chỉ huy của Trung tá Slamet Riyadi diễn ra vào ngày 7 tháng 8 cùng năm.
Một lần nữa, dư luận quốc tế lại có phản ứng tiêu cực với các chiến dịch quân sự của Hà Lan, trong đó có Liên Hợp Quốc và Hoa Kỳ. Trong tháng 1 năm 1949, Hội đồng Bảo an Liên Hợp Quốc thông qua một nghị quyết yêu cầu phục hồi chính phủ nước Cộng hòa. Viện trợ riêng của Hoa Kỳ cho các nỗ lực của Indonesia thuộc Hà Lan lập tức bị hủy bỏ và có áp lực ngày càng lớn trong Quốc hội Hoa Kỳ về việc cắt hết mọi viện trợ. Chúng gồm có kinh phí từ kế hoạch Marshall có ý nghĩa quan trọng với việc tái thiết Hà Lan hậu thế chiến với tổng cộng 1 tỷ USD. Chính phủ Hà Lan cũng dành một khoản tương đương một nửa kinh phí này cho các chiến dịch của họ tại Indonesia. Tình hình viện trợ của Hoa Kỳ có thể được sử dụng để tài trợ cho "một đế quốc lão hóa và bất lực" thúc đẩy nhiều tiếng nói quan trọng tại Mỹ – bao gồm trong Đảng Cộng hòa – và từ trong các giáo hội và tổ chức phi chính phủ Hoa Kỳ lên tiếng ủng hộ độc lập của Indonesia.

### Rối loạn nội bộ
Điều gọi là 'cách mạng xã hội' sau tuyên ngôn độc lập là những thách thức đối với trật tự xã hội tại Indonesia do người Hà Lan thiết lập, và trên một mức độ nhất định là kết quả của sự phẫn uất chống lại các chính sách mà người Nhật áp đặt. Trên toàn quốc, nhân dân nổi dậy chống lại giai cấp quý tộc truyền thống và thôn trưởng, và cố gắng phát huy quyền sử hữu đại chúng đối với ruộng đất và các tài nguyên khác. Đa số các cuộc cách mạng xã hội nhanh chóng kết thúc; trong hầu hết trường hợp các thách thức đối với trật tự xã hội bị đàn áp.
Một văn hóa bạo lực bắt nguồn từ những mẫu thuẫn sâu sắc vốn chia rẽ vùng nông thôn trong cuộc cách mạng, và sau đó liên tục bùng nổ trong suốt nửa cuối của thế kỷ 20. Thuật ngữ 'cách mạng xã hội' được sử dụng cho một loại các hành động thường là bạo lực của phái tả, bao gồm cả các nỗ lực vị tha nhằm tổ chức một cách mạng thực sự và đơn giản là hành động trả thù, oán hận và khẳng định quyền lực. Bạo lực là một trong số nhiều bài học được dạy trong thời gian Nhật Bản chiếm đóng, và các nhân vật bị xác định là 'phong kiến', gồm các quốc vương, nhiếp chính, hoặc chỉ là phú hộ, thường bị tấn công, đôi khi bị chặt đầu, và hãm hiếp trở thành một vũ khí chống lại nữ giới 'phong kiến'. Tại các vương quốc duyên hải trên đảo Sumatra và Kalimantan, các quốc vương và những người có quyền lực khác vốn được người Hà Lan chống đỡ đã bị tấn công ngay sau khi nhà chức trách người Nhật rời đi. Các lãnh chúa địa phương thế tục tại Aceh vốn là nền tảng cho sự cai trị của Hà Lan thì nay bị hành quyết, song hầu hết các vương quốc tại Indonesia đều rơi lại vào tay người Hà Lan.
Hầu hết người Indonesia sống trong lo sợ và bất ổn, đặc biệt là có một phần đáng kể dân cư ủng hộ Hà Lan hoặc vẫn sống dưới sự kiểm soát của Hà Lan. Lời kêu gọi cách mạng 'Tự do hay là chết' thường được lực lượng Cộng hòa hiểu là giết chóc. Các thương nhân thường ở trong tình trạng đặc biệt khó khăn, một mặt họ bị lực lượng Cộng hòa ép phải tẩy chay triệt để việc bán hàng hóa cho người Hà Lan; mặt khác cảnh sát Hà Lan có thể tàn nhẫn trong nỗ lực nhằm đàn áp những người buôn lậu mà vốn là chỗ dựa kinh tế của lực lượng Cộng hòa. Trong một số khu vực, thuật ngữ kedaulatan rakyat ('thi hành chủ quyền của nhân dân') vốn đề cập đến trong phần mở đầu của Hiến pháp và được pemuda sử dụng nhằm yêu cầu các chính sách chủ động tích cực từ lãnh đạo của họ, được sử dụng không chỉ để trưng dụng hàng hóa, mà còn để biện minh cho tống tiền và trộm cướp. Đặc biệt, các thương nhân người Hoa thường bị buộc phải giữ hàng hóa của họ ở mức giá rẻ giả tạo do bị dọa giết.
Ngày 18 tháng 9 năm 1948, các thành viên của Đảng Cộng sản Indonesia (PKI) và Đảng Xã hội Indonesia (PSI) tuyên bố một 'Cộng hòa Xô viết Indonesia' tại Madiun ở phía đông của Yogyakarta. Họ đánh giá đây là thời điểm thích hợp cho một cuộc nổi dậy vô sản, họ dự tính biến nước Cộng hòa Xô viết thành một trung tâm tập hợp để khởi nghĩa chống "Sukarno-Hatta, bọn nô lệ của người Nhật và Mỹ". Tuy nhiên, Madiun bị quân Cộng hòa giành lại trong một vài tuần và thủ lĩnh nổi dậy là Musso thì bị giết. Thống đốc Đông Java là Suryo, một vài sĩ quan cảnh sát và lãnh đạo tôn giáo bị phiến quân sát hại. Sự kiện này kết thúc một hành động ảnh hưởng xấu đến cuộc cách mạng, và thay đổi sự đồng cảm mơ hồ của Hoa Kỳ dựa trên tinh thần chống thực dân sang ủng hộ về ngoại giao. Trên phương diện quốc tế, nước Cộng hòa nay được nhìn nhận là chống cộng đáng tin cậy và là một đồng minh tiềm năng trong Chiến tranh Lạnh đang nổi lên giữa 'thế giới tự do' do Hoa Kỳ lãnh đạo và phe do Liên Xô lãnh đạo.
Các thành viên của Quân đội Cộng hòa xuất thân từ tổ chức Hizbullah Indonesia cảm thấy bị chính phủ Indonesia phản bội. Trong tháng 5 năm 1948, họ tuyên bố một chính thể ly khai mang tên Negara Islam Indonesia (Quốc gia Hồi giáo Indonesia). Chính thể do một nhà thần bí Hồi giáo là Sekarmadji Maridjan Kartosuwirjo lãnh đạo, Darul Islam tìm cách kiến lập Indonesia theo chế độ thần quyền Hồi giáo. Đương thời, Chính phủ Cộng hòa không phản ứng do họ tập trung vào mối đe dọa từ người Hà Lan. Một số lãnh đạo của Đảng Masjumi đồng cảm với cuộc nổi loạn. Sau khi Cộng hòa Indonesia giành lại toàn bộ lãnh thổ trong năm 1950, chính phủ xác định Darul Islam là mối đe dọa nghiêm trọng, đặc biệt là sau khi một số tỉnh tuyên bố gia nhập Darul Islam. Cuộc nổi dậy này bị dập tắt vào năm 1962.

### Chuyển giao chủ quyền
Sự kháng cự bền bỉ của Cộng hòa Indonesia và ngoại giao quốc tế tích cực khiến thế giới phản đối các nỗ lực của Hà Lan nhằm tái lập thuộc địa của họ. 'Hành động cảnh sát' thứ nhì là một thảm họa về ngoại giao cho chính nghĩa của Hà Lan. Quốc vụ khanh Hoa Kỳ Dean Acheson thúc bách chính phủ Hà Lan tham gia các cuộc đàm phán theo nghị quyết trước đây của Liên Hợp Quốc song đến đương thời vẫn bị Hà Lan khước từ. Hội nghị bàn tròn Hà Lan–Indonesia được tổ chức tại La Haye từ ngày 23 tháng 8 năm 1949 đến ngày 2 tháng 11 năm 1949 giữa Cộng hòa Indonesia, Hà Lan, và những quốc gia do Hà Lan thiết lập. Hà Lan chấp thuận công nhận chủ quyền của Indonesia trong một liên bang mới gọi là 'Hợp chúng quốc Indonesia' (RUSI). Thể chế này sẽ bao gồm toàn bộ các lãnh thổ nguyên thuộc Đông Ấn Hà Lan song ngoại trừ Tân Guinea thuộc Hà Lan; chủ quyền tại lãnh thổ này theo thỏa thuận sẽ do Hà Lan nắm giữ cho đến các cuộc đàm phán tiếp theo với Indonesia. Vấn đề khó khăn khác là mà Indonesia nhượng bộ là nợ của Đông Ấn Hà Lan. Indonesia chấp thuận chịu trách nhiệm về số tiền này với tổng cộng là 4,3 tỷ guilder, một phần trong số đó liên quan đến nỗ lực của Hà Lan nhằm tiêu diệt cách mạng. Chủ quyền cuối cùng được chuyển giao vào ngày 27 tháng 12 năm 1949, và quốc gia mới ngay lập tức được Hoa Kỳ công nhận.

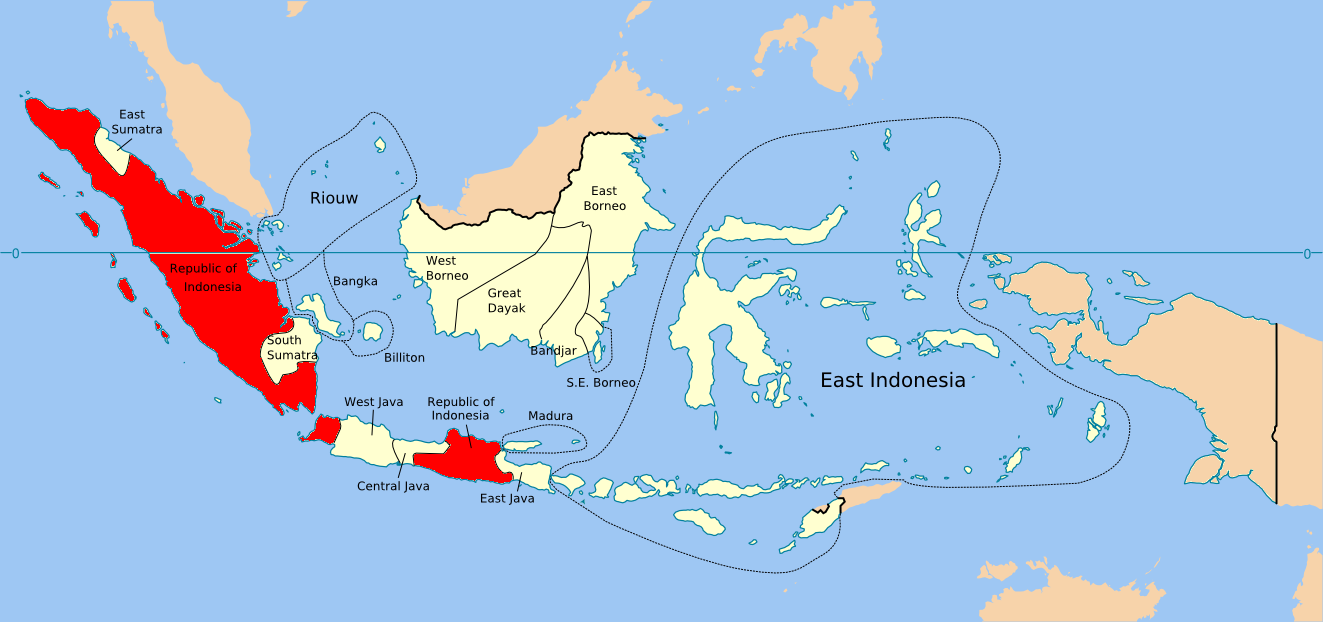
Hợp chúng quốc Indonesia, tháng 12 năm 1949 – nước Cộng hòa Indonesia được thể hiện bằng màu đỏ.

Phần lãnh thổ trên đảo Java và Sumatra do lực lượng Cộng hòa kiểm soát hợp thành một bang duy nhất trong 16 bang của liên bang, song chiếm gần một nửa dân số toàn liên bang. 15 bang khác được người Hà Lan thiết lập từ năm 1945. Những bang này bị giải thể vào Cộng hòa Indonesia trong nửa đầu năm 1950. Một chính biến chống Cộng hòa tại Bandung và Jakarta do Quân đoàn Ratu Adil của Raymond Westerling tiến hành vào ngày 23 tháng 1 năm 1950 dẫn đến việc giải thể bang Pasundan đông dân cư tại Tây Java, do đó đẩy nhanh sự tan rã của kết cấu liên bang. Các binh sĩ thực dân có một phần lớn là người Ambon đã xung đột với binh sĩ Cộng hòa tại Makassar trong Nổi dậy Makassar vào tháng 4 năm 1950. Người Ambon chủ yếu theo Cơ Đốc giáo đến từ một trong vài khu vực có tình cảm ủng hộ Hà Lan và họ nghi ngờ về Cộng hòa do người Java Hồi giáo chi phối và xem những người Cộng hòa là cánh tả. Ngày 25 tháng 4 năm 1950, một Cộng hòa Nam Maluku (RMS) độc lập được tuyên bố tại Ambon song bị quân đội Cộng hòa đàn áp trong một chiến dịch từ tháng 7 đến tháng 11. Ngày 17 tháng 8 năm 1950, nhân kỉ niệm 5 năm ngày ông công bố tuyên ngôn độc lập của Indonesia, Sukarno tuyên bố nước Cộng hòa Indonesia là một quốc gia đơn nhất.

## Tác động

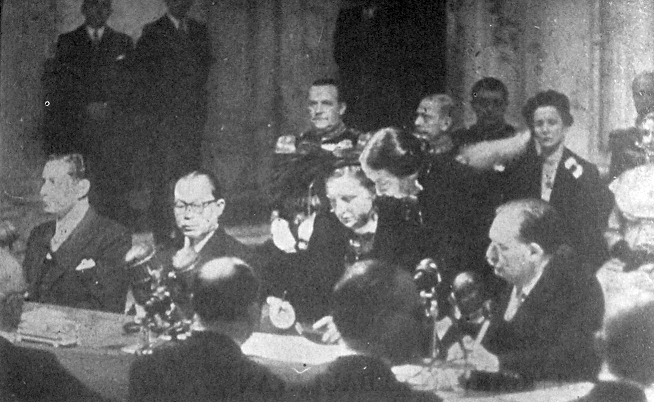
Phó tổng thống Indonesia Hatta và Nữ hoàng Hà Lan Juliana tại lễ ký kết hiệp ước công nhận độc lập của Indonesia tại Hague.

Theo ước tính, số người Indonesia thiệt mạng trong giao tranh dao động từ 45.000 đến 100.000 và số thường dân thiệt mạng vượt quá 25.000 và có thể cao đến 100.000. Tổng cộng có 980 binh sĩ Anh Quốc thiệt mạng hoặc mất tích tại Java và Sumatra trong các năm 1945 và 1946, hầu hết trong số họ là người Ấn Độ. Có hơn 4.000 binh sĩ Hà Lan thiệt mạng tại Indonesia từ năm 1945 đến năm 1949. Nhiều người Nhật Bản bỏ mạng hơn; chỉ tại Bandung đã có 1.057 binh sĩ Nhật thiệt mạng, một nửa trong số đó là trong chiến đấu thực tế, phần còn lại bị người Indonesia sát hại trong giận dữ. Hàng nghìn người Hoa và người lai Âu-Á bị sát hại hoặc mất nhà cửa, dù trên thực tế có nhiều người Hoa ủng hộ cách mạng. Bảy triệu người phải di dời tại Java và Sumatra.
Cách mạng có những ảnh hưởng trực tiếp đến điều kiện kinh tế; thiếu hụt hàng hóa là điều phổ biến, đặc biệt là thực phẩm, trang phục và nhiên liệu. Kinh tế của người Hà Lan và lực lượng Cộng hòa đều phải tái thiết sau Chiến tranh thế giới thứ hai và tồn tại qua những gián đoạn do cách mạng. Lực lượng Cộng hòa thiết lập toàn bộ nhu cầu cần thiết cho sinh hoạt, từ 'tem bưu chính, phù hiệu quân đội, và vé tàu hỏa' trong khi chịu phong tỏa thương mại của Hà Lan. Rối loạn và lạm phát bắt nguồn từ cạnh tranh tièn tệ; các loại tiền Nhật Bản, Hà Lan mới, và Cọng hòa đều được sử dụng, thường là đồng thời.
Độc lập của Indonesia được đảm bảo thông qua một quá trình kết hợp ngoại giao và vũ lực. Mặc dù tình trạng vô kỉ luật của họ làm gia tăng triển vọng vô chính phủ, song nếu không có đối dầu giữa pemuda với các thế lực thực dân bên ngoài và Indonesia, các nỗ lực ngoại giao của lực lượng Cộng hòa sẽ là vô ích. Cách mạng là bước ngoặt trong lịch sử hiện đại của Indonesia, quy định điểm tham chiếu và xác nhận cho xu hướng chính trị chính của quốc gia cho đến nay. Nó cũng xúc tiến chủ nghĩa cộng sản tại Indonesia, tiến đến dân tộc hóa chiến binh, dẫn đến 'dân chủ chỉ đạo' của Sukarno, đến Hồi giáo chính trị, nguồn gốc của quân đội Indonesia và vai trò của nó trong sức mạnh Indonesia, các dàn xếp hiến pháp của quốc gia, và tập trung hóa quyền lực tại Indonesia.
Cách mạng tiệt trừ một chính quyền thực dân, cùng với các raja- bị nhìn nhận là lỗi thời và bất lực. Ngoài ra, nó nới lỏng phân loại chủng tộc và xã hội cứng nhắc thời thuộc địa. Sinh lực và khát vọng được hình thành trong người Indonesia; một làn sóng sáng tạo mới được nhận thấy trong văn nghệ, cùng nhu cầu lớn về giáo dục và hiện đại hóa. Tuy nhiên, nó không cải thiện đáng kể đời sống kinh tế và chính trị của những nông dân nghèo chiếm phần lớn trong dân số, chỉ một số người Indonesia có thể đạt được vai trò lớn hơn trong thương nghiệp, và hy vọng về dân chủ tan vỡ trong vòng một thập niên.

## Lời xin lỗi của người Hà Lan
Năm 2013, chính phủ Hà Lan đã xin lỗi về hành vi bạo lực chống lại người dân Indonesia. Năm 2016, Bộ trưởng Ngoại giao Hà Lan Bert Koenders đã xin lỗi về vụ thảm sát 400 dân làng Indonesia của quân đội Hà Lan vào năm 1947. Trong chuyến thăm cấp nhà nước tới Indonesia vào tháng 3 năm 2020, Vua Willem-Alexander đã bất ngờ đưa ra lời xin lỗi về "bạo lực quá mức" của quân đội Hà Lan.`
Vào ngày 17 tháng 2 năm 2022, một bài đánh giá lịch sử quan trọng của Hà Lan đã được phát hành, có tựa đề  Độc lập, Giải phóng thuộc địa, Bạo lực và Chiến tranh ở Indonesia, 1945–1950 . Nghiên cứu được thực hiện bởi ba tổ chức: Viện nghiên cứu Đông Nam Á và Caribe Hoàng gia Hà Lan (KITLV), Viện lịch sử quân sự Hà Lan (NIMH) và Viện nghiên cứu chiến tranh, diệt chủng và diệt chủng NIOD. Cuộc đánh giá kết luận rằng Hà Lan đã sử dụng bạo lực quá mức và có hệ thống trong chiến tranh. Theo đánh giá, "Việc sử dụng bạo lực cực độ của các lực lượng vũ trang Hà Lan không chỉ phổ biến mà còn thường có chủ ý" và "được dung túng ở mọi cấp độ: chính trị, quân sự và pháp lý." Cùng ngày, Thủ tướng Hà Lan Mark Rutte đã xin lỗi về những hành động tàn bạo mà người Hà Lan đã gây ra trong chiến tranh và cũng vì sự thất bại của các chính phủ Hà Lan trước đây để thừa nhận nó.